# Liste der Monuments historiques in Marsal (Moselle)
Die Liste der Monuments historiques in Marsal führt die Monuments historiques in der französischen Gemeinde Marsal auf.

## Liste der Bauwerke
| Bezeichnung              | Beschreibung                                                                               | Standort                                                        | Kennzeichnung | Schutzstatus | Datum | Bild           |
| ------------------------ | ------------------------------------------------------------------------------------------ | --------------------------------------------------------------- | ------------- | ------------ | ----- | -------------- |
| Caserne P                | 1699 erbaut, Entwurf Sébastien Le Prestre de Vauban                                        | Place de la Porte-de-France (Lage)                              | PA00106805    | Classé       | 1990  |                |
| Kirche St-Léger          | aus dem 12. und frühen 13. Jahrhundert                                                     | Rue de la Poudrière (Lage)                                      | PA00106806    | Classé       | 1874  | weitere Bilder |
| Porte de France          | Teil der Befestigungsanlagen; 1662 und 1670 erbaut, Entwurf Sébastien Le Prestre de Vauban | Place de la Porte-de-France (Lage)                              | PA00106807    | Classé       | 1928  | weitere Bilder |
| Briquetages de la Seille | eisenzeitliche Fundstellen, 1. Jahrhundert; Reste gallo-römischer Salinen                  | mehrere Teilflächen im Ortsgebiet und westlich des Ortes (Lage) | PA00106804    | Classé       | 1930  |                |

## Liste der Objekte
| Bezeichnung                                                        | Beschreibung                                                     | Standort                      | Kennzeichnung | Schutzstatus | Datum | Bild           |
| ------------------------------------------------------------------ | ---------------------------------------------------------------- | ----------------------------- | ------------- | ------------ | ----- | -------------- |
| Grabdenkmal für Johann VIII. Graf zu Salm und Louise de Stainville | Marmor, 16. Jahrhundert; aus dem Kloster Salival                 | in der Kirche St-Léger (Lage) | PM57000134    | Classé       | 1972  |                |
| Reliquiar                                                          | Kalkstein, Anfang des 14. Jahrhunderts                           | in der Kirche St-Léger (Lage) | PM57000133    | Classé       | 1972  |                |
| Kruzifix und Schranke am Taufbecken                                | Eichenholz, Ende des 17. Jahrhunderts                            | in der Kirche St-Léger (Lage) | PM57000801    | Inscrit      | 1974  |                |
| Kanzel                                                             | Eichenholz, Ende des 17. Jahrhunderts                            | in der Kirche St-Léger (Lage) | PM57000802    | Inscrit      | 1974  | weitere Bilder |
| Skulptur Heilige Klara                                             | Holz, farbig gefasst und vergoldet, Ende des 18. Jahrhunderts    | in der Kirche St-Léger (Lage) | PM57000803    | Inscrit      | 1982  |                |
| Erinnerungstafel an den Glockenguss                                | Kalkstein, 1816                                                  | in der Kirche St-Léger (Lage) | PM57000892    | Inscrit      | 2002  |                |
| Weihwasserbecken                                                   | Kalkstein, um 1600                                               | in der Kirche St-Léger (Lage) | PM57000893    | Inscrit      | 2002  |                |
| Heiliges Grab                                                      | Jaumont-Stein, um 1430; ein Fragment 2012 gestohlen              | in der Kirche St-Léger (Lage) | PM57000136    | Classé       | 1972  |                |
| Kruzifix                                                           | Holz, farbig gefasst, 17. Jahrhundert                            | in der Kirche St-Léger (Lage) | PM57000135    | Classé       | 1972  |                |
| Chorgestühl                                                        | Holz, 1691; aus dem Kloster Salival                              | in der Kirche St-Léger (Lage) | PM57000137    | Classé       | 1972  |                |
| Skulptur Heilige Barbara                                           | Holz, farbig gefasst, und Schmiedeeisen, bemalt, 15. Jahrhundert | in der Kirche St-Léger (Lage) | PM57000891    | Inscrit      | 2002  |                |
| Grabstein                                                          | Kalkstein, 16. Jahrhundert                                       | in der Kirche St-Léger (Lage) | PM57000890    | Inscrit      | 2002  |                |